# Bertha Idaho
Bertha Idaho (* um 1895 in Georgia; † im 20. Jahrhundert) war eine amerikanische Bluessängerin.
Idahos Gesangskarriere begann Mitte der 1910er Jahre, als sie zusammen mit ihrem Ehemann John in einer reisenden Gesangs- und Tanzgruppe auftrat. 1915 traten sie mit den Florida Blossom Minstrels auf und sangen in Milledgeville (Georgia) Jelly Roll und Brother Low Down.
Idaho nahm als Sängerin in New York City am 2. Mai 1928 bzw. am 25. Mai 1929 vier Bluestitel für Columbia Records auf; drei sind Werke von Tom Delaney, während sie selbst als Textautorin von You've Got the Right Eye, but You're Peeping at the Wrong Keyhole genannt wird. Dabei wurde sie auf dem Klavier von Delaney oder von Clarence Williams begleitet.
Idahos Bühnenkarriere verlief zeitgleich mit ihren Aufnahmen. 1928 spielte sie die Hauptrolle in Mississippi Steppers, einer Tournee-Revue im Vaudeville-Stil, und im folgenden Jahr in Georgia Peaches, das sie mitproduzierte. 1930 war sie als Bertha Jordan bekannt und lebte in Baltimore. Mahalia Jackson zufolge sang sie dann nur noch Gospel in der Kirche. Über ihren Tod ist nichts bekannt. Wiederveröffentlicht wurden die von Idaho gesungenen Songs von Rosetta Reitz.